# Roy Knickman
Clarence „Roy” Knickman (ur. 23 czerwca 1965 w Mineoli) – amerykański kolarz szosowy i przełajowy, brązowy medalista olimpijski.

## Kariera
Największy sukces w karierze osiągnął w 1984 roku, kiedy reprezentacja USA w składzie: Ron Kiefel, Roy Knickman, Davis Phinney i Andrew Weaver zdobyła brązowy medal w drużynowej jeździe na czas podczas igrzysk olimpijskich w Los Angeles. Był to jedyny medal wywalczony przez Knickmana na międzynarodowej imprezie tej rangi oraz jego jedyny start olimpijski. Poza tym startował głównie w Ameryce Północnej, wygrywając między innymi Mammoth Classic w 1985 i 1987 roku oraz Killington Stage Race w 1991 roku. Kilkakrotnie startował w Tour de France, ale bez sukcesów. Dwukrotnie zdobywał złote medale szosowych mistrzostw kraju, a w 1982 roku zwyciężył także na mistrzostwach USA w kolarstwie przełajowym. Nigdy jednak nie zdobył medalu na szosowych ani przełajowych mistrzostwach świata.